# Ханкич, Хидает
Хидает Ханкич (нем. Hidajet Hankić; род. 29 июня 1994, Шварцах-им-Понгау, Австрия) — австрийский и боснийский футболист, вратарь клуба «Ростов».

## Биография
Ханкич начал свою карьеру в «ЛАСКе». В 2011 году он перешёл в чешский клуб «Млада Болеслав». Его дебют в профессиональном футболе состоялся в матче 29-го тура чемпионата Чехии 2013/14 против пражской «Спарты».
Летом 2021 года перешёл в болгарский «Ботев».
25 июня 2024 года перешёл в «Ростов», подписав контракт по схеме 2+1. Сумма трансфера составила 100 тысяч евро.

## Карьера в сборной
В ноябре 2023 года Хидает попал в заявку сборной Боснии и Герцеговины на матчи отбора на чемпионат Европы 2024 года против Люксембурга и Словакии.

## Достижения
«Ботев» (Пловдив)
- Обладатель Кубка Болгарии: 2023/24